# جمعية كيفكيف
جمعية كيف كيف أو كيفكيف وتعني (سواسية بالدارجة المغربية) هو تنظيم إل جي بي تي مقره بالعاصمة الإسبانية مدريد. انشأ أواخر 2004 لمواجهة التمييز اللاحق بالمثليين في المغرب. وتركز الجمعية على الدعوة لإلغاء المادة 489 من قانون العقوبات المغربي، التي تُستخدم لتجرّيم العلاقات المثلية. وتعمل المجموعة وهي مؤسسة غير هادفة لربح على تشجيع التدعيم الذاتي وتوفير المعلومات وتصحيح المفاهيم وخلق حيز آمن للمشاركة والتفاعل في مجتمع المثليين والمثليات ومزدوجي التوجه الجنسي والمتحولين جنسياً (الإل جي بي تي).

## وصلات خارجية
- الموقع الرسمي لمجموعة كيفكيف